# Spencer Lake (Stausee, Maine)
Der Spencer Lake ist ein Stausee in Somerset County im US-Bundesstaat Maine und liegt am Little Spencer Stream. 
Der Wasserstand des Sees wird seit 1946 von einem Absperrbauwerk reguliert. Der See liegt 33 M.ü.d.M. und seine Fläche beträgt 7,25 km². Die maximale Speicherkapazität beträgt 10153374 m³. Eigentümer ist die Falcon Incorporated/Kennebec Water Power Co.
Der See beherbergt vorwiegend folgende Fischarten: Amerikanischer Seesaibling, Bachsaibling, Lachs und den Amerikanischen Flussbarsch.